# Palais Millesimov (rue Celetná)
Pour le palais situé rue Panská, voir Palais Millesimov (rue Panská).
Le Palais Millesimov (ou Caretto-Millesimov ou Cavrianov) est un palais du haut baroque situé rue Celetná dans la Vieille Ville de Prague. Il est protégé en tant que monument culturel de la République tchèque.  

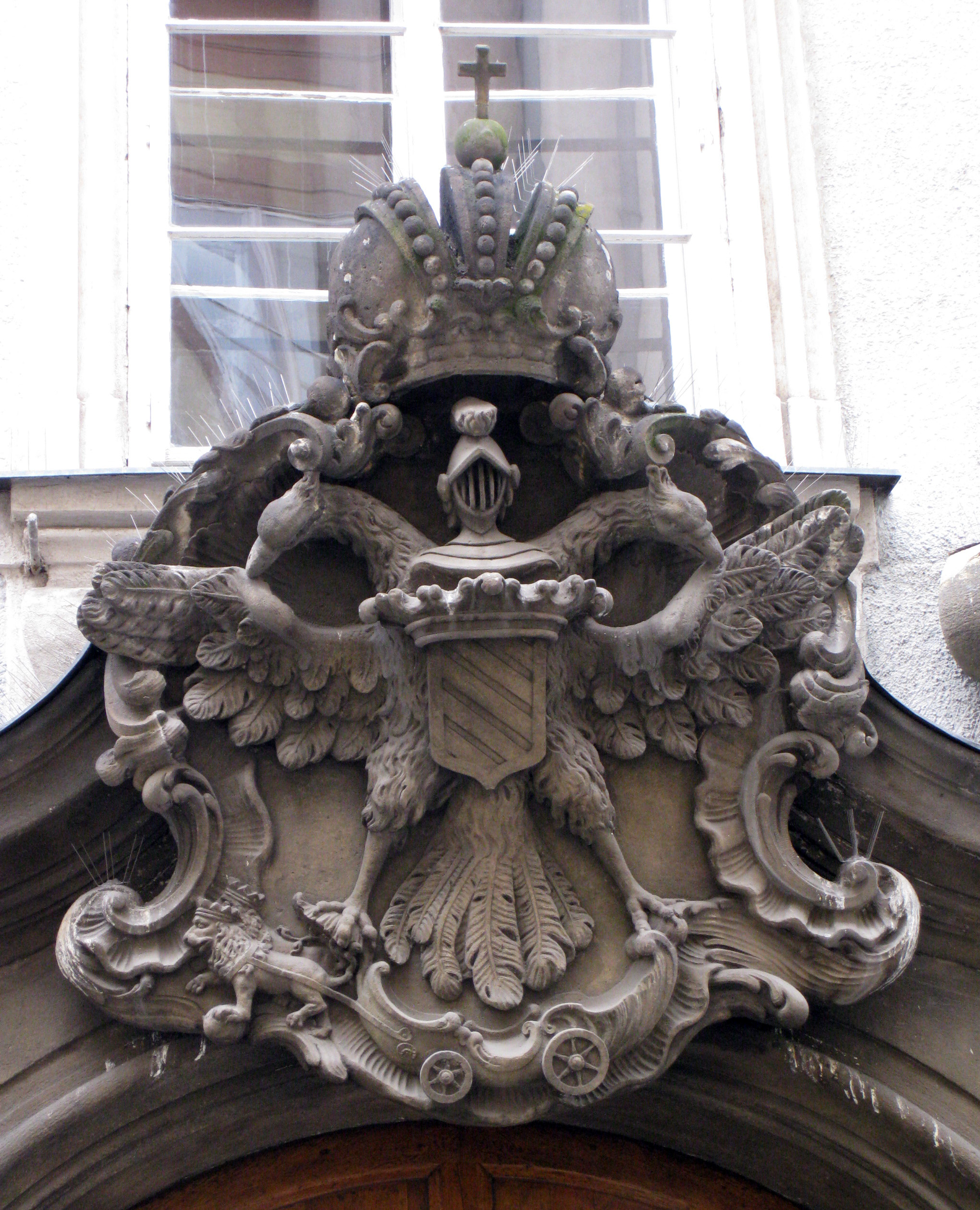
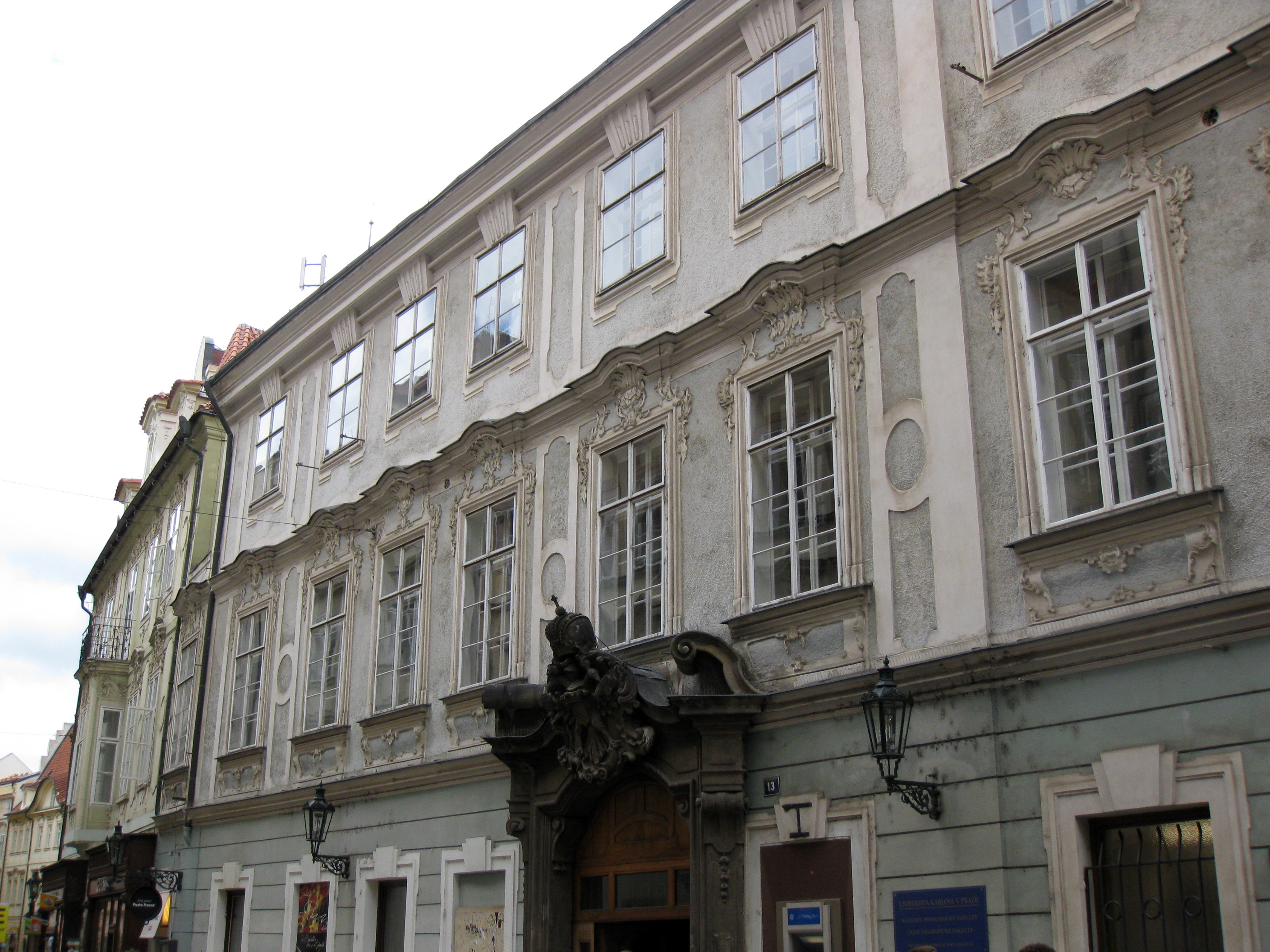

## Histoire du palais

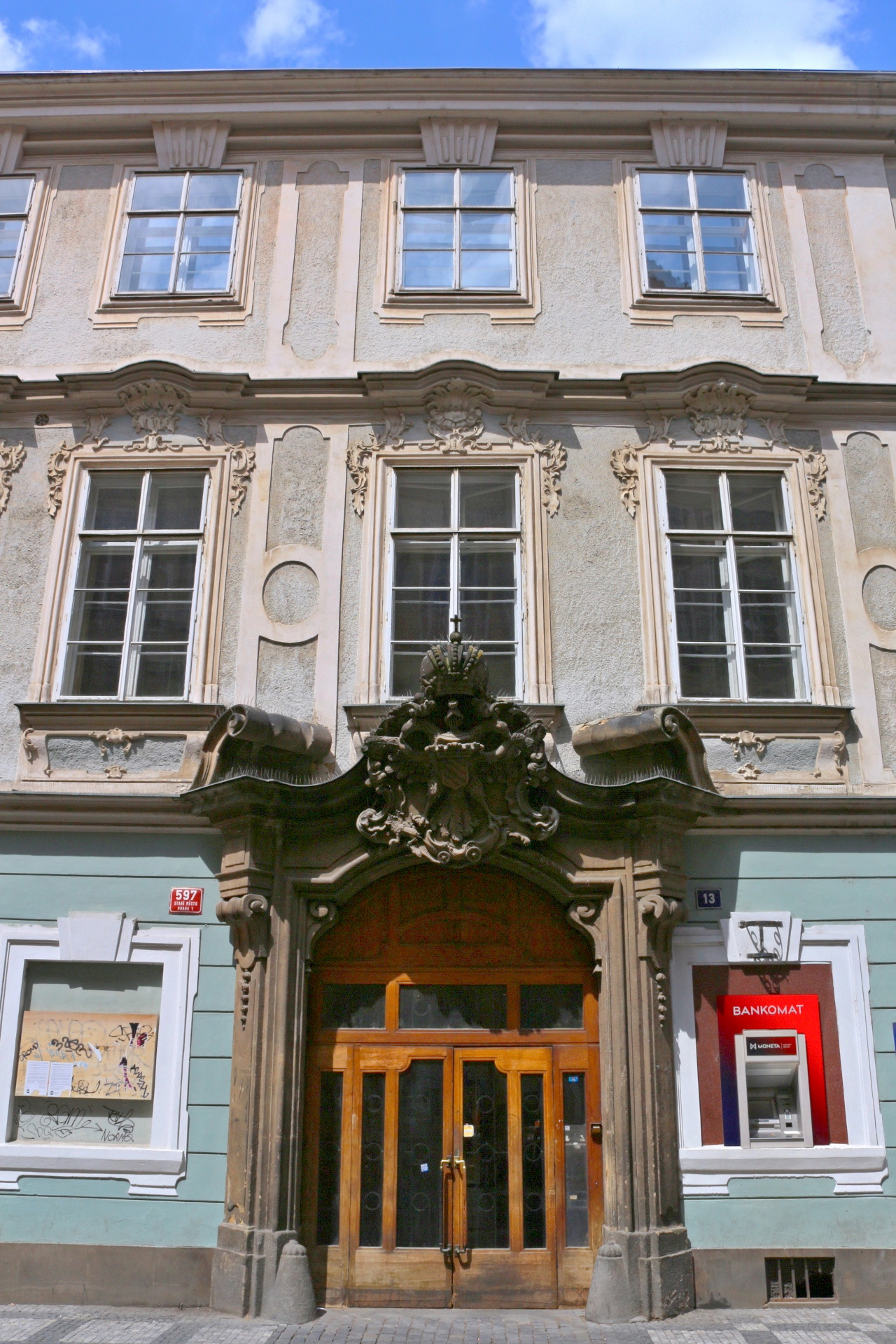

À l'endroit du palais actuel se dressaient deux vieilles maisons romanes, dont les fondations ont ensuite été unifiées en un seul bâtiment gothique. 
Vers 1756, la maison a été reconstruite en palais baroque, probablement par Anselmo Martin Lurago ou František Ignác Prée. Le propriétaire était Kryštof Cavriani, puis le comte J. Caretto-Millesimov. 
La période baroque a laissé plusieurs portes et parquets d'origine dans les étages du palais, et des plafonds en stuc très riches. 
Au XIXe siècle, le palais a été géré par un casino et un restaurant de luxe. À partir des années 1990, les locaux du palais sont utilisés par l'Université Charles. 